# سولفامازون
سولفامازون(به انگلیسی: Sulfamazone) (INN) یک آنتی‌بیوتیک سولفونامیدی با خواص ضد تب است. 